# Tawrowo
Tawrowo (ros. Таврово) – wieś w Rosji, w obwodzie biełgorodzkim, w rejonie biełgorodzkim. W 2010 liczyła 5192 mieszkańców.

## Urodzeni
- Jurij Kucenko – radziecki lekkoatleta, olimpijczyk.